# Cono parásito

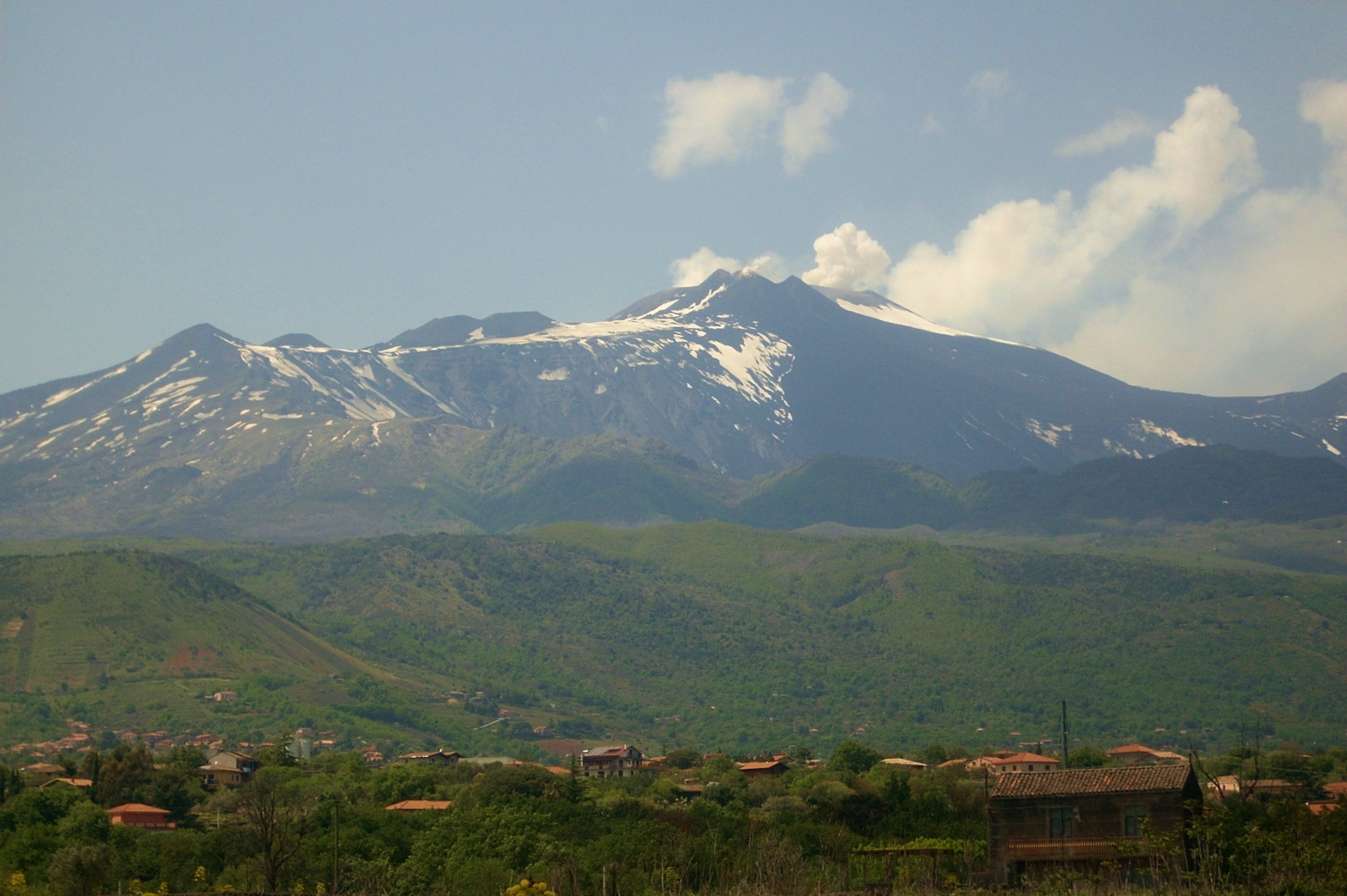
Conos parásitos del Monte Etna, Sicilia, Italia.

Un cono parásito (o cono satélite) es la acumulación en forma de cono de material volcánico que no forma parte de la chimenea central de un volcán. Se forma durante erupciones en fracturas en los laterales del volcán. Estas fracturas se producen debido a que los flancos del volcán son inestables. Eventualmente, las fracturas alcanzan la cámara de magma y producen erupciones denominadas erupciones del flanco, las cuales a su vez producen un cono parásito.
Un cono parásito también puede producirse a partir de una lámina que alcanza la superficie desde la cámara central de magma en una zona diferente de la chimenea central.
Un ejemplo de un cono parásito es el monte Scott, el cual es "parásito" del Monte Mazama en el Parque nacional del Lago del Cráter, Oregón, Estados Unidos. Un ejemplo interesante de múltiples conos parásitos es la isla Jeju en Corea del Sur. Jeju posee 368 "oreum" (오름; "montes"), que se encuentran aproximadamente en una línea lateral a cada lado del volcán en escudo de Hallasan, que se ubica en el centro de la isla.
Otro ejemplo de un cono parásito es Shastina, el cual crece sobre el lateral del Monte Shasta.